# Elk-Island-Nationalpark
Der Elk-Island-Nationalpark (englisch Elk Island National Park, französisch Parc national du Canada Elk Island) ist ein kanadischer Nationalpark in der Provinz Alberta. Der 194 Quadratkilometer große Park befindet sich ca. 45 km östlich von Edmonton und ist ein Schutzgebiet der IUCN-Kategorie II (National Park). Der Park wird vom Alberta Highway 16, welcher Teil des Yellowhead Highway ist, durchquert und grenzt an das Strathcona County und an das Lamont County. Er wird von Parks Canada, einer Crown Agency (Bundesbehörde), verwaltet.

## Geographie
Der Park liegt in einem bewaldeten Abschnitt der Beaver Hills, einer naturbelassenen Hügellandschaft mit zahlreichen Seen, Sümpfen und Teichen. Die Hügel der Beaver Hills überragen die umgebenden Ebenen um 30 bis 60 Meter, die Seen und Teiche, auch Kettles genannt, machen etwa ein Viertel der Parkfläche aus. Der größte See ist der Lake Astotin im Norden des Parks. 
Der Park liegt in einer Übergangszone, in der die Prärien in die borealen Nadelwälder übergehen.

## Geschichte
Die Beaver Hills waren jahrhundertelang Siedlungsgebiet der Sarcee. Gegen Ende des 18. Jahrhunderts wurden die Sarcee jedoch von den Cree in die umgebenden Ebenen verdrängt. Die Cree waren Büffeljäger und lebten von den reichen natürlichen Ressourcen der Beaver Hills. Bis in die 1830er Jahre betrieben sie einen lebhaften Handel mit Biberpelzen mit den europäischen Handelsgesellschaften, bis der Bestand an Bibern erschöpft war. Mit der Vernichtung der Bisonherden wurde den Cree ab den 1860er Jahren die Lebensgrundlage entzogen, so dass sie die Beaver Hills verließen. Von 1881 an begannen sich dort Siedler aus Deutschland, England und der Ukraine niederzulassen, wobei das Gebiet des heutigen Parks jedoch zu hügelig und feucht für erfolgreiche Landwirtschaft war. 
Ein erstes Schutzgebiet in den Beaver Hills wurde 1899 eingerichtet, als die Bundesregierung als Reaktion auf einen Waldbrand im Jahr 1895 einen Teil des Waldes nördlich des heutigen Nationalparks als The Cooking Lake Forest Reserve als landesweit erste Forest Reserve unter Schutz stellte, das heutige Cooking Lake-Blackfoot Grazing, Wildlife, and Provincial Recreation Area. Da die Jagd auf Wapitis und Maultierhirsche jedoch weiterhin erlaubt war und vor allem der Bestand der Wapitis in Kanada stark gefährdet war, forderten fünf Bürger aus Fort Saskatchewan die Errichtung eines Wildtierreservats. Daraufhin gründete die Bundesregierung im Juli 1906 den 42 Quadratkilometer großen Elk Park am Island Lake, dem heutigen Lake Astotin, der mit einem 2,2 Meter hohen Zaun eingezäunt wurde. Damit war der Park das erste Großwildschutzgebiet in Kanada. Bei der Einrichtung des Parks 1906 gab es nur eine Siedlerfamilie, die Osters am Oster Lake, die ihren Besitz von 16 Hektar nicht verkaufen wollte und ihn bis 1941 weiter bewirtschaftete. Ein weiterer Siedler, Daniel Jordan, lebte als Squatter im Parkgebiet und verließ sein Land 1909 gegen eine Entschädigung von $ 900. 
1908 wurde der Park in Elk Island umbenannt, weil er als Schutzgebiet für Wapitis (engl. elk) gegründet wurde und innerhalb des Parks der inselreiche Island Lake liegt. Am 13. März 1913 erhielt der Park den Status eines Dominion Park. 1922 wurde der Park bis zum Yellowhead-Highway erweitert, durch das Nationalparkgesetz von 1930 wurde er zum Nationalpark. 1947 erfolgte eine weitere Vergrößerung des Parks um 60 Quadratkilometer südlich des Yellowhead-Highways.
2006 wurde hier das Beaver Hills Dark Sky Preserve, ein Lichtschutzgebiet, zu dem auch das Blackfoot Provincial Recreation Area gehört, ausgewiesen.
Der Park ist seit 2016, als „Core Zone“ neben dem Miquelon Lake Provincial Park und weiteren Pufferflächen, Bestandteil eines Biosphärenreservats der UNESCO. Das Biosphärenreservat Beaver Hills umfasst dabei eine Fläche von fast 1600 km².

## Flora und Fauna
Die Parklandschaft besteht aus offenem, grasreichem Espenwald mit zahlreichen eingebetteten Seen und Teichen. 
Bei der Gründung des Parks 1906 lebten innerhalb des Parks 24 Wapitis, 2 bis 3 Elche und 35 Maultierhirsche. Von 1907 bis 1909 wurden über 300 Präriebisons, eine Unterart des Amerikanischen Bisons, aus Montana in ein Gehege nördlich des Parks gebracht. Der Großteil von ihnen wurde 1909 in den neuen Buffalo-Nationalpark bei Wainwright umgesiedelt, doch über 20 Tiere blieben im Elk-Island-Park. Die für die Beaver Hills namensgebenden Biber waren im 19. Jahrhundert ausgerottet worden und wurden erst 1942 wieder im Park angesiedelt. Bedingt durch die zahlreichen Teiche und Seen wuchs ihre Population rasch an. 1965 wurden 23 Waldbisons, eine zweite Unterart des amerikanischen Bisons, aus dem Wood-Buffalo-Nationalpark im Parkgebiet südlich des Yellowhead Highways angesiedelt. Heute ist der Park im Vergleich zur Größe der am dichtesten von Tieren bevölkerte kanadische Nationalpark und gilt als Park mit der höchsten Dichte an grasfressenden Säugetieren nach der afrikanischen Serengeti. 2006 war der Bestand an Präriebisons so groß das eine Gruppe von 71 Tieren entnommen wurde und im Grasslands-Nationalpark neu angesiedelt wurde. Der Park ist ein ausgezeichneter Ort, um Wald- und Präriebisons, Manitoba-Wapitis, Elche, Weißwedel- und Maultierhirsche sowie Biber in freier Wildbahn zu beobachten.
Daneben ist er ein bedeutender Lebensraum für Wasservögel und ein wichtiger Zwischenstopp für Zugvögel für insgesamt über 250 Vogelarten, darunter Kanadareiher, Nordamerikanische Rohrdommel, Kanadagans, Nashornpelikan,  Weißkopfseeadler, Virginia-Uhus, Helmspecht und zahlreiche Entenarten. 1987 startete ein erfolgreiches Ansiedlungsprogramm für den Trompeterschwan.

## Touristische Einrichtungen
Der Park ist der einzige Nationalpark Kanadas, der vollständig eingezäunt ist. Quer durch den Park verläuft der Yellowhead-Highway, der auch die Hauptzufahrt bildet. In den Park führen drei Eingänge, einer im Süden, einer im Norden und einer am westlichen Ende des Parks. Das Besucherzentrum befindet sich nahe dem südlichen Parkeingang. Durch den Park führen zwölf Wanderwege und Naturlehrpfade, darunter der Living Waters Boardwalk, der als schwimmender Steg 300 Meter über den Lake Astotin führt. Am Lake Astotin befindet sich ein Campingplatz sowie ein Neun-Loch-Golfplatz. Ein weiterer, jedoch sehr rustikaler Zeltplatz befindet sich am Oster Lake. An die Pioniergeschichte des 19. Jahrhunderts erinnert ein Ukrainisches Pionierhaus, an die Frühgeschichte des Parks die älteste Rangerstation Albertas. Beide Gebäude gelten heute als von besonderem historischen Wert. Im Winter ist der Park Ziel für Skilangläufer und Schneeschuhgeher. Jährlich besuchen zwischen 350.000 und 400.000 Besucher den Nationalpark. Im Haushaltsjahr 2019/2020 waren es 391.977 Besucher.